# Clint Howard
Clint Howard, all'anagrafe Clinton Engle Howard (Burbank, 20 aprile 1959), è un attore statunitense.
Fratello di Ron Howard, è noto per le sue apparizioni nel franchise di fantascienza Star Trek fin dal 1967, quando ha interpretato l'alieno Balok all'età di 7 anni, nell'episodio L'espediente della carbonite. Ha recitato inoltre in vari film diretti dal fratello.

## Biografia

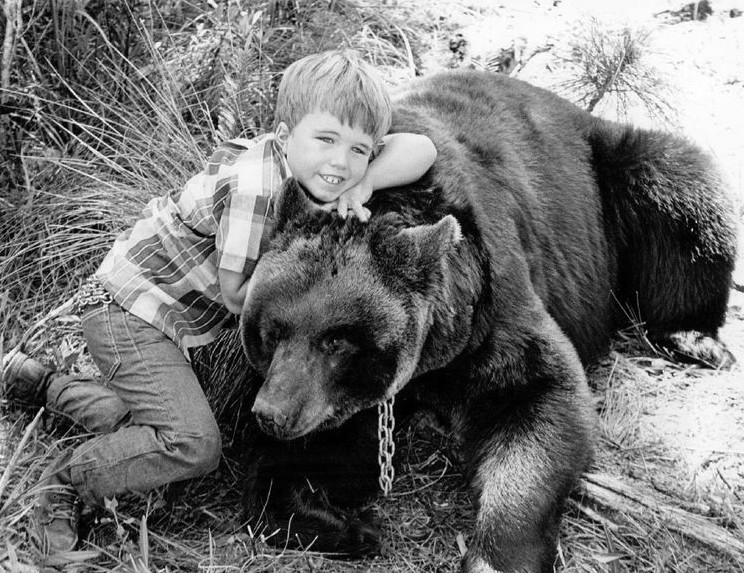
Clint Howard nel 1967 nella serie L'orso Ben

Clinton Engle Howard nasce a Burbank il 20 aprile 1959, figlio degli attori Rance Howard e Jean F. Speegle, oltre che fratello minore dell'attore e regista Ron Howard. È inoltre zio dell'attrice Bryce Dallas Howard.
Howard comincia la carriera artistica in televisione in età molto giovane. Tra le varie serie televisive cui prende parte, compare anche in Night Gallery, serie creata da Rod Serling, nel ruolo di Herbie, un ragazzino di dieci anni con il dono di predire il futuro (e quindi anche la fine del mondo). 
Fin dalla giovane età, lega il suo nome a Star Trek, apparendo come guest star in numerose serie televisive del franchise. Appare inizialmente nell'episodio del 1967 della serie televisiva Star Trek, L'espediente della carbonite (The Carbomite Manoeuvre), girato quando aveva 7 anni. Nell'episodio interpreta l'alieno Balok, che tenta di mettere in soggezione il capitano Kirk, celandosi dietro un pupazzo dall'aspetto imponente (la cui voce, nella versione originale, è di Ted Cassidy, il Lurch della celeberrima serie La famiglia Addams). Ma viene smascherato da Kirk con un trucco. Nel 1995 ricompare nel ruolo di Grady, un senza tetto malato di mente che crede la terra visitata dagli alieni e di poter diventare invisibile, nell'episodio Tempi passati (seconda parte) (Past Tense, Part II), della serie Star Trek: Deep Space Nine, ambientato nella San Francisco del "passato". Nel 2002 è nell'episodio della prima stagione di Star Trek: Enterprise, Acquisizione (Acquisition), dove impersona il ferengi Muk, membro di un equipaggio di pirati ferengi che tentano di derubare l'Enterprise NX-01. Nel 2018 interpreta un orioniano senza nome nell'episodio finale della prima stagione della serie televisiva Star Trek: Discovery, Mi prenderai per mano? (Will You Take My Hand?). Nel 2023 è il comandante della Flotta Stellare Buck Martinez, nel flashback dell'episodio Sotto la cappa della guerra (Under the Cloak of War), della seconda stagione di Star Trek: Strange New Worlds.
Nel 1967 Clint Howard doppia la voce dell'elefantino figlio del colonnello Hathi nel lungometraggio animato della Disney Il libro della giungla.
Nel 1981 forma i Kempsters, un gruppo che suona New wave/rock and roll, il cui nome deriva dalla strada in cui abitano Clint e i componenti del gruppo, tutti suoi amici: Kemp Street. Il gruppo si scioglie nel 1983. Ufficialmente i Kempsters non incidono nessun album, Clint distribuisce di sua iniziativa un CD con quattro tracce del gruppo registrate in vari studi e altri sette registrati negli spettacoli tenuti al locale Madame Wong's West.
Nel 1997 Clint Howard compare in un episodio della serie Oltre i limiti, in cui interpreta Dennis, un contabile vicino di casa di un assicuratore, entrambi sposati con due donne da favola che si riveleranno essere degli alieni sotto mentite spoglie, ultimi membri della loro razza. Nel 2009 prende parte alla serie televisiva Heroes, nell'episodio della terza stagione Sono Sylar (I am Sylar), nel ruolo di Tom Miller, un uomo dotato del potere di disintegrare la materia che viene ucciso, appunto, da Sylar (Zachary Quinto, lo Spock dei film della Kelvin Timeline).

## Vita privata
Clint Howard si è sposato due volte: la prima nel 1986, finendo col divorziare l'anno dopo, e la seconda nel 1995 con Melanie Sorich da cui si è separato nel 2017.
Giocatore incallito di golf, gioca all'incirca 150 partite l'anno. È anche noto per la sua fervida attività di giocatore del videogioco World of Warcraft, nel ruolo di Extas of the guild Peekay on the Dark Iron realm.

## Filmografia parziale

### Attore

#### Cinema
- Wyoming, terra selvaggia (The Wild Country), regia di Robert Totten (1970)
- Attenti a quella pazza Rolls Royce (Grand Theft Auto), regia di Ron Howard (1977)
- Il liceo del rock 'n' roll (Rock 'n' Roll High School), regia di Allan Arkush (1979)
- La promessa di Satana (Evilspeak), regia di Eric Weston (1981)
- Night Shift - Turno di notte (Night Shift), regia di Ron Howard (1982)
- Flippaut (Get Crazy), regia di Allan Arkush (1983)
- Splash - Una sirena a Manhattan (Splash), regia di Ron Howard (1984)
- Cocoon - L'energia dell'universo (Cocoon), regia di Ron Howard (1985)
- Gung Ho, regia di Ron Howard (1986)
- Il replicante (The Wraith), regia di Mike Marvin (1986)
- Parenti, amici e tanti guai (Parenthood), regia di Ron Howard (1989)
- Tango & Cash, regia di Andrej Končalovskij (1989)
- Silent Night, Deadly Night 4: Initiation, regia di Brian Yuzna (1990)
- Pazzi (Disturbed), regia di Charles Winkler (1990)
- Fuoco assassino (Backdraft), regia di Ron Howard (1991)
- Le avventure di Rocketeer (The Rocketeer), regia di Joe Johnston (1991)
- Silent Night, Deadly Night 5: The Toy Maker, regia di Martin Kitrosser (1991)
- Cuori ribelli (Far and Away), regia di Ron Howard (1992)
- Cronisti d'assalto (The Paper), regia di Ron Howard (1994)
- I gusti del terrore (Ice Cream Man), regia di Paul Norman (1995)
- Apollo 13, regia di Ron Howard (1995)
- Austin Powers - Il controspione (Austin Powers: International Man of Mystery), regia di Jay Roach (1997)
- Twilight, regia di Robert Benton (1998)
- The Dentist 2, regia di Brian Yuzna (1998)
- Waterboy (The Waterboy), regia di Frank Coraci (1998)
- EdTV, regia di Ron Howard (1999)
- Austin Powers - La spia che ci provava (Austin Powers: The Spy Who Shagged Me), regia di Jay Roach (1999)
- Il mio cane Skip (My Dog Skip), regia di Jay Russell (2000)
- Little Nicky - Un diavolo a Manhattan (Little Nicky), regia di Steven Brill (2000)
- Il Grinch (Dr. Seuss' How the Grinch Stole Christmas), regia di Ron Howard (2000)
- Blackwoods, regia di Uwe Boll (2001)
- Heart of America, regia di Uwe Boll (2002)
- Austin Powers in Goldmember (Austin Powers in Goldmember), regia di Jay Roach (2002)
- House of the Dead, regia di Uwe Boll (2003)
- Il gatto... e il cappello matto (The Cat in the Hat), regia di Bo Welch (2003)
- The Missing, regia di Ron Howard (2003)
- Cinderella Man - Una ragione per lottare (Cinderella Man), regia di Ron Howard (2005)
- Dick & Jane - Operazione furto (Fun with Dick and Jane), regia di Dean Parisot (2005)
- Halloween - The Beginning (Halloween), regia di Rob Zombie (2007)
- Una magica estate (A Plumm Summer), regia di Caroline Zelder (2007)
- Frost/Nixon - Il duello (Frost/Nixon), regia di Ron Howard (2008)
- Una notte al museo 2 - La fuga (Night at the Museum: Battle of the Smithsonian), regia di Shawn Levy (2009)
- Il dilemma (The Dilemma), regia di Ron Howard (2011)
- BloodRayne: The Third Reich, regia di Uwe Boll (2011)
- Blubberella, regia di Uwe Boll (2011)
- Le streghe di Salem (The Lords of Salem), regia di Rob Zombie (2012)
- Assalto a Wall Street (Bailout: The Age of Greed), regia di Uwe Boll (2013)
- Mad Families, regia di Fred Wolf (2017)
- Solo: A Star Wars Story, regia di Ron Howard (2018)
- The Church, regia di Dom Frank (2018)
- 3 from Hell, regia di Rob Zombie (2019)
- The Old Way, regia di Brett Donowho (2023)
- Terrifier 3, regia di Damien Leone (2024)

#### Televisione
- The Andy Griffith Show – serie TV, 5 episodi (1962-1964)
- Ben Casey – serie TV, episodio 3x08 (1963)
- The Baileys of Balboa – serie TV, 26 episodi (1964-1965)
- Bonanza – serie TV, episodio 7x14 (1965)
- Per favore non mangiate le margherite (Please Don't Eat the Daisies) – serie TV, episodi 1x06-1x16-2x01 (1965-1966)
- Star Trek – serie TV, episodio 1x10 (1966)
- Il virginiano (The Virginian) – serie TV, episodi 4x23-5x22-9x23 (1966-1971)
- L'orso Ben (Gentle Ben) – serie TV, 56 episodi (1967-1969)
- Lancer – serie TV, episodio 2x14 (1970)
- Tre nipoti e un maggiordomo (Family Affair) – serie TV, episodio 5x10 (1970)
- Le strade di San Francisco (The Streets of San Francisco) – serie TV, episodi 1x21-3x09 (1973-1974)
- Giovani cowboys (The Cowboys) – serie TV, 12 episodi (1974)
- Gung Ho – serie TV, 9 episodi (1986-1987)
- Space Rangers – serie TV, 6 episodi (1993-1994)
- Star Trek: Deep Space Nine – serie TV, episodio 3x12 (1995)
- Dalla Terra alla Luna (From the Earth to the Moon) – miniserie TV, puntate 05-08 (1998)
- Star Trek: Enterprise – serie TV, episodio 1x19 (2002)
- Arrested Development - Ti presento i miei (Arrested Development) – serie TV, episodio 1x04-4x07 (2003, 2013)
- My Name Is Earl – serie TV, episodi 1x22-4x07 (2006-2008)
- Heroes – serie TV, episodio 3x25 (2009)
- Still the King – serie TV, 4 episodi (2016-2017)
- Star Trek: Discovery – serie TV, episodio 1x15 (2018)
- Star Trek: Strange New Worlds – serie TV, episodio 2x08 (2023)

### Doppiatore
- Il libro della giungla (the Jungle Book), regia di Wolfgang Reitherman (1967)
- Le avventure di Winnie the Pooh (The Many Adventures of Winnie the Pooh), regia di John Lounsbery e Wolfgang Reitherman (1977)

## Discografia parziale

### Solista

#### Audiolibri
- 1989 - A.A. Milne The Many Adventures of Winnie the Pooh

### Con i Clint Howard & The Kempsters

#### Album in studio
- 2007 - No Brains At All

## Riconoscimenti (parziale)
- Young Hollywood Hall of Fame
  - 1960 - per Gentle Ben[3]

## Doppiatori italiani
Nelle versioni in italiano delle opere in cui ha recitato, Clint Howard è stato doppiato da:
- Vittorio Stagni in Apollo 13, Seinfield
- Roberto Stocchi ne Il gatto... e il cappello matto, My Name Is Earl
- Oliviero Dinelli in Fringe, Il dilemma
- Massimo Giuliani in Attenti a quella pazza Rolls Royce
- Oreste Baldini in Rock 'n' Roll High School
- Paolo Buglioni in Cocoon - L'energia dell'universo
- Fabrizio Pucci in Parenti, amici e tanti guai
- Marco Mete in Tango & Cash
- Maurizio Fiorentini in Leprechaun 2
- Elio Marconato ne I gusti del terrore
- Danilo De Girolamo in Barb Wire
- Mino Caprio in Jarod il camaleonte
- Francesco Meoni in Waterboy
- Marco Guadagno in EdTV
- Luca Biagini in House of the Dead
- Luciano Roffi in The Missing
- Enrico Pallini in Arrested Development - Ti presento i miei
- Edoardo Nordio in Dick & Jane - Operazione furto
- Sergio Luzi in Assalto a Wall Street
- Stefano Mondini in The Old Way
- Raffaele Palmieri in Star Trek: Strange New Worlds
- Saverio Garbarino in Terrifier 3

Da doppiatore è sostituito da:
- Sandro Acerbo ne Il libro della giungla
- Elena Perino ne Le avventure di Winnie the Pooh (doppiaggio tardivo)
- Vittorio De Angelis in Curioso come George 2 - Missione Kayla